# Sejongdaewang-myeon
Sejongdaewang-myeon (koreanska: 세종대왕면) är en socken i kommunen Yeoju i provinsen Gyeonggi i den norra delen av Sydkorea, 60 km sydost om huvudstaden Seoul.
Socknen fick sitt nuvarande namn den 31 december 2021. Dessförinnan hette den Neungseo-myeon (능서면).